# Lampria clavipes
Lampria clavipes är en tvåvingeart som först beskrevs av Fabricius 1805.  Lampria clavipes ingår i släktet Lampria och familjen rovflugor. Inga underarter finns listade i Catalogue of Life.